# Acanthurus guttatus
Acanthurus guttatus (Forster, 1801) è un pesce osseo marino appartenente alla famiglia Acanthuridae.

## Distribuzione e habitat
A. leucopareius è diffuso nelle regioni tropicali dell'Indo-Pacifico, soprattutto lungo le coste delle isole oceaniche. Si trova da Mauritius alle Hawaii, le isole Marchesi e le isole Tuamotu, a nord fino alle Ryūkyū, a sud fino alla Nuova Caledonia e alla Polinesia meridionale.
È un abitatore delle barriere coralline dove popola soprattutto le zone costiere fortemente battute dalla risacca.
Strettamente costiero, vive tra 0 e 8 metri di profondità.

## Descrizione
Questa specie, come gli altri Acanthurus, ha corpo ovale, compresso lateralmente, particolarmente alto in questa specie. La bocca è piccola, posta su un muso sporgente; sul peduncolo caudale è presente una spina mobile molto tagliente. La pinna dorsale è unica e piuttosto lunga, di altezza uniforme. La pinna anale è simile ma più corta. La pinna caudale ha un'intaccatura centrale. Le scaglie sono molto piccole. La livrea dell'adulto ha fondo bruno costellato di macchioline più o meno rotonde bianche bordate di scuro. Dietro l'occhio è presente una fascia bianca simile a quella di A. leucopareius dietro alla quale vi è una fascia bruna che arriva fino al ventre e un'ulteriore fascia bianca. Una terza fascia bianca, più stretta e meno definita, è presente in alcuni individui nell'ultimo terzo del corpo. Le pinne ventrali sono giallo canarino.
È riportata la taglia massima di 26 cm.

## Biologia

### Comportamento
Gregario, si incontra quasi sempre in banchi, spesso numerosi. Non mostra territorialità. Le macchie bianche sembra abbiano una funzione mimetica con le bolle d'aria che si trovano nell'acqua delle regioni di risacca in cui vive.

### Alimentazione
Basata su alghe filamentose bentoniche, alghe rosse calcaree del genere Jania e detrito.

### Riproduzione
Si riproduce tutto l'anno. Effettua migrazioni riproduttive e la deposizione avviene in gruppi da 50 a 500 individui, al tramonto, in aree con forte corrente verso il mare aperto, spesso nel canale di uscita dalla laguna degli atolli.

## Pesca
È oggetto di pesca professionale per l'alimentazione umana.

## Acquariofilia
È presente sporadicamente sul mercato dei pesci d'acquario.

## Conservazione
È una specie in generale comune nell'areale. Il prelievo è modesto e non costituisce una minaccia per questa specie. Per questi motivi la Lista rossa IUCN la classifica come "a rischio minimo".